# Armir Grimaj
Armir Grimaj (Scutari, 16 giugno 1974) è un dirigente sportivo, allenatore di calcio ed ex calciatore albanese, di ruolo portiere.

## Carriera

### Club

#### Vllaznia
Ha trascorso quasi tutta la sua carriera da calciatore nel Vllaznia, dove tra l'altro è cresciuto, giocando sia nelle giovanili che in prima squadra.

#### Ethnikos Pireo
Nella sua carriera ha giocato anche nell'Ethnikos Pireo, squadra del campionato greco.

### Nazionale
Ha collezionato 4 presenze con maglia della Nazionale albanese, con la quale ha giocato dal 1998 fino al 2000. Ha esordito l'8 febbraio 1998 entrando al 79' al posto di Arjan Beqaj, nella partita contro la Georgia valida per il torneo Rothmans.

## Statistiche

### Cronologia presenze e reti in Nazionale
| Cronologia completa delle presenze e delle reti in nazionale ― Albania | Cronologia completa delle presenze e delle reti in nazionale ― Albania | Cronologia completa delle presenze e delle reti in nazionale ― Albania | Cronologia completa delle presenze e delle reti in nazionale ― Albania | Cronologia completa delle presenze e delle reti in nazionale ― Albania | Cronologia completa delle presenze e delle reti in nazionale ― Albania | Cronologia completa delle presenze e delle reti in nazionale ― Albania | Cronologia completa delle presenze e delle reti in nazionale ― Albania |
| Data                                                                   | Città                                                                  | In casa                                                                | Risultato                                                              | Ospiti                                                                 | Competizione                                                           | Reti                                                                   | Note                                                                   |
| ---------------------------------------------------------------------- | ---------------------------------------------------------------------- | ---------------------------------------------------------------------- | ---------------------------------------------------------------------- | ---------------------------------------------------------------------- | ---------------------------------------------------------------------- | ---------------------------------------------------------------------- | ---------------------------------------------------------------------- |
| 8-2-1998                                                               | Attard                                                                 | Albania                                                                | 0 – 3                                                                  | Georgia                                                                | Rothmans Tournament 1998                                               | -                                                                      | 79’                                                                    |
| 10-2-1998                                                              | Attard                                                                 | Albania                                                                | 2 – 2                                                                  | Lettonia                                                               | Rothmans Tournament 1998                                               | -2                                                                     |                                                                        |
| 19-8-1998                                                              | Nicosia                                                                | Cipro                                                                  | 3 – 2                                                                  | Albania                                                                | Amichevole                                                             | -2                                                                     | 80’                                                                    |
| 6-2-2000                                                               | Attard                                                                 | Albania                                                                | 3 – 0                                                                  | Andorra                                                                | Rothmans Tournament 2000                                               | -                                                                      |                                                                        |
| Totale                                                                 |                                                                        | Presenze                                                               | 4                                                                      |                                                                        | Reti                                                                   | -4                                                                     |                                                                        |

## Palmarès

### Club

#### Competizioni nazionali
- Campionato albanese: 1

Vllaznia: 1997-1998
- Coppa d'Albania: 1

Vllaznia: 2007-2008

### Nazionale
- Rothmans Tournament: 1

2000